# Середня гвардія
Середня гвардія (фр. Moyenne Garde) — складова частина імператорської гвардії Наполеона I, разом зі Старою та Молодою гвардіями. Основна відмінність між різними частинами гвардії, полягала у рівні жалування. Усього у різний час Середня гвардія мала у своєму складі вісім полків піхоти (одночасно не більше п'яті), один полк та три ескадрони кавалерії, два окремих батальйони та окремі роти.

## Історія
Вперше згадка про Середню гвардію з'являється у рапорті воєнного міністра імператору від 11 жовтня 1811 року. В рапорті описувався проєкт нової структури гвардії, яка на той момент складалася зі Старої та Молодої. 1812 року Середня гвардія була офіційно затверджена завідувачем кадрами гвардії Куртуа. В Середню гвардію були включені: 2-й полк піших гренадерів, 3-й полк піших гренадерів, 2-й полк піших єгерів, полк фузилерів-гренадерів та полк фузилерів-єгерів. Офіцерський та унтер-офіцерський склад цих полків, при цьому вважався частиною Старої гвардії. Повністю у Середню гвардію ввійшли 2-й полк шеволежерів, рота ветеранів 3-й полку піших гренадерів в Амстердамі, батальон велітів Турина, батальон велітів Флоренції та роти артилерійських рабочих батальона гвардейского артилерійського обозу. Всі ці підрозділи були виокремлені з Старої гвардії. 1813 року до Середньої гвардії додані 4-й, 5-й і 6-й ескадрони 1-го шеволежерського (польского) полку гвардії, але 9 грудня того ж 1813 року, усі ескадрони полку зачислені до Старої гвардії. У період Ста днів (1815 рік) до Середньої гвардії були також додані новосформовані 4-й полк піших гренадерів та 3-й і 4-й полки піших єгерів.

## Підрозділи Середньої гвардії
- 2-й полк піших гренадерів[fr] — сформований у 1806 році з частини 1-го полку піших гренадерів. 1808 року стал частиною 1-го полку піших гренадерів, 1811 року сформований заново. Розформований королівським декретом у 1814 році. У період Ста днів сформований втретє (8 квітня 1815 року). Розформований 24 вересня 1815 року[7].
- 3-й полк піших гренадерів[fr] (голландський) — сформований 1810 року, після приєднання Голландського королівства до Французької імперії, зі гренадерського полку голландської королівської гвардії. Спочатку мав 2-й номер, 3-й номер отримав у 1811. 1813 року став частиною 2-го полку піших гренадерів. Заново сформований у період Ста днів 8 квітня 1815 року. Розформований королівським ордонансом 3 червня 1815 року[7].
- 4-й полк піших гренадерів[fr] — сформований у 1815 році, фактично створений лише один батальйон. Розформований 3 серпня 1815 року, фактично розпущений 24 вересня того ж року[7].
- 2-й полк піших єгерів[fr] — сформований 1806 року, 1809 року стал частиною 1-го полку піших єгерів. 1811 року сформований заново. Розформований королівським декретом у 1814 році. У період Ста днів сформований втретє (8 квітня 1815 року). Розформований 3 серпня 1815 року[8].
- 3-й полк піших єгерів[fr] — сформований 1815 року. Розформований 3 червня 1815 року, фактично розпущений 1 жовтня того ж року[8].
- 4-й полк піших єгерів[fr] — сформований 1815 року. Розформований 3 червня 1815 року, фактично розпущений 1 жовтня того ж року[8].
- Полк фузилерів-гренадерів[fr] — сформований 1806 року під назвою «2-й полк фузилерів гвардії». З 1809 року — «Полк фузилерів-гренадер». Розформований 1814 року[7].
- Полк фузилерів-єгерів[fr] — сформований 1806 року під назвою «Полк фузилерів гвардії». З 15 грудня 1806 року — «1-й полк фузилерів гвардії», з 1809 — «Полк фузилерів-єгерів». Розформований королівським декретом у 1814 році[8].
- 2-й полк шеволежерів[fr] (голландський) — сформований 1810 року, після приєднання Голландського королівства до Французької імперії, зі кінно-гвардійського полку голландської королівської гвардії. 1813 року з п'ятіескадронного складу переформований у десятіескадронний: 1-5 ескадрони віднесені до Старої гвардії, 6-10 ескадрони — до Молодої. Фактично перетворений на два окремих полка. Розформований королівським декретом у 1814 році. У період Ста днів сформований заново 8 квітня 1815 року, розформований 3 серпня 1815 року[5].
- Батальон велітів Турина — сформований 1809 року, як особиста гвардія генерал-губернатора Заальпийських департаментів князя Камілло Борґезе . Формально вважався частиною Імператорської гвардії. Розформований королівським ордонансом у 1814 році[5].
- Батальон велітів Флоренції — сформований 1809 року при особі великой герцогині тосканській Елізі. Формально вважався частиною Імператорської гвардії. Розформований королівським ордонансом у 1814 році[5].
- 4-й ескадрон 1-го (польського) полку шеволежерів[fr] — сформований 1807 року, розформований 1814 року. У складі Середньої гвардії протягом 1813 року (до 9 грудня)[5].
- 5-й ескадрон 1-го (польського) полку шеволежерів — сформований 1812 року, розформований 1814 року. У складі Середньої гвардії протягом 1813 року (до 9 грудня)[5].
- 6-й ескадрон 1-го (польського) полку шеволежерів — сформований 1813 року, розформований 1814 року. У складі Середньої гвардії протягом 1813 року (до 9 грудня)[5].